# Sverigetopplistan
Sverigetopplistan reprezintă clasamentul muzical oficial din Suedia, compilat pe baza vânzărilor albumelor.

## Legături externe
- Sverigetopplistan
- Clasamente muzicale suedeze